# Halophile

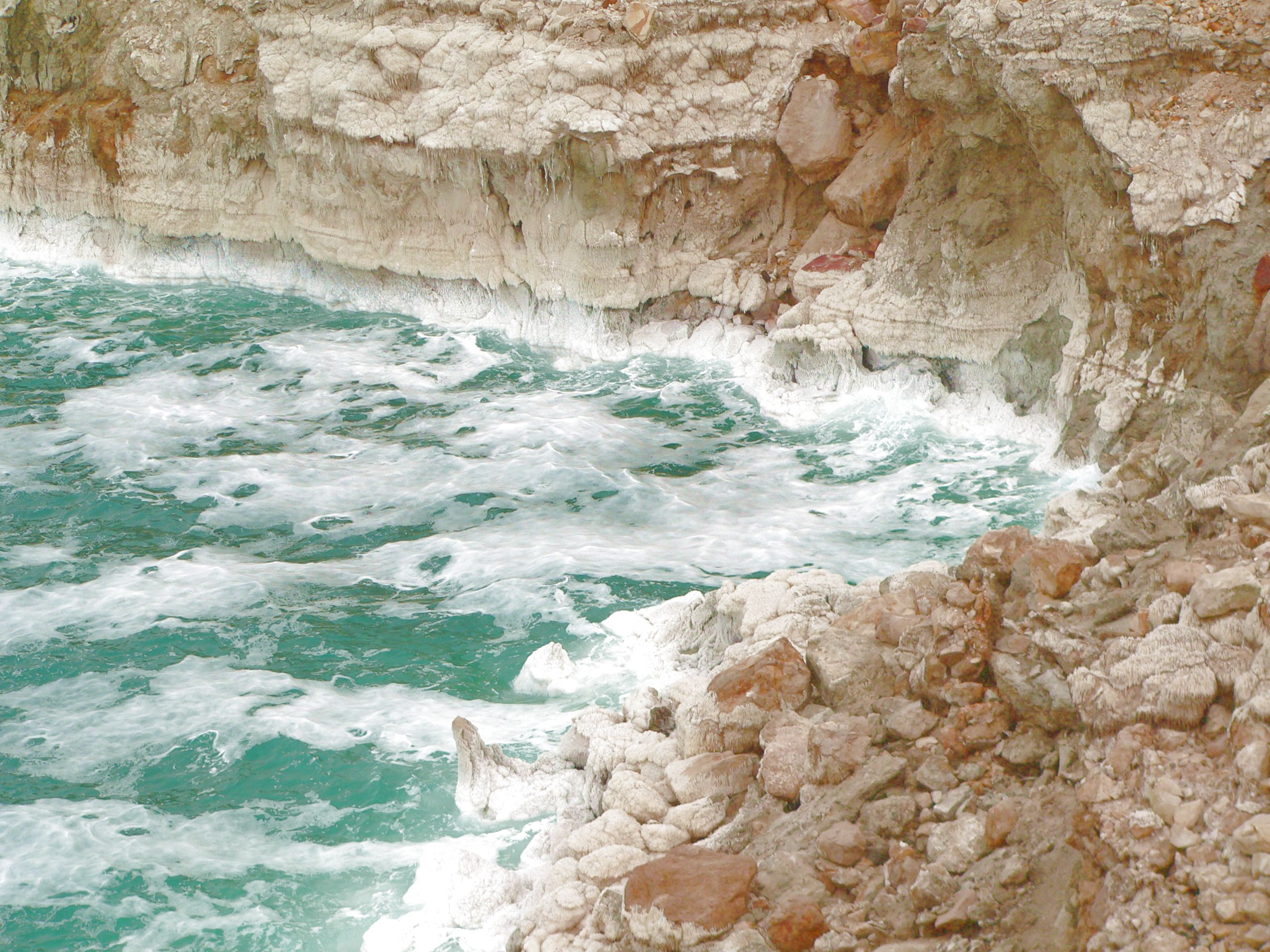
L'archée Haloferax volcanii vit dans la mer morte, presque huit fois plus salée que les océans (275 g/l de chlorure de sodium).

Un organisme halophile (du grec halos, sel et philein, aimer) est un organisme qui s'accommode ou a besoin de fortes concentrations en sel dans son milieu pour vivre. Les micro-organismes halophiles sont des extrémophiles appartenant aux domaines des archées ou des bactéries, mais des plantes sauvages des régions maritimes (les halophytes) et un grand nombre d'algues sont également halophiles.
De fait, l'halophilie est un caractère très répandu à des degrés divers dans tous les domaines du monde vivant. Au point que même pour bon nombre d'espèces animales (y compris l'homme) ou végétales terrestres qui sont généralement non considérées comme halophiles (pour lesquelles les plus hautes concentrations en sel ne sont plus supportées), une quantité faible de sel dans l'alimentation ou l'environnement reste encore nécessaire pour leur développement, leur bonne santé, leur longévité ou leur persistance endémique dans certains milieux.
Cependant pour ces espèces terrestres qui ne supportent pas les hautes concentrations salines (notamment la plupart des plantes ou animaux, et la plupart des espèces de leurs symbiotes ou parasites), on ne les considère pas comme halophiles ; le sel est donc utilisé comme agent conservateur dans l'alimentation humaine (ou animale domestique), même s’il ne protège pas des invasions par des microorganismes halophiles toxiques (tels que le staphylocoque doré qui peut coloniser rapidement des aliments salés, mais mal préparés et mal protégés).
Parmi les exemples d'Archaea halophiles, l'ordre des Halobacteriales comprend les genres Halobacterium, Halococcus, Haloarcula, Haloferax, Natronococcus. Ces organismes halophiles sont isolés de lacs et d'étangs salés, de marais salants, de sédiments marins. Ils peuvent être rencontrés dans le Grand Lac Salé en Utah, le Lac Owens en Californie, la Mer Morte, les estuaires de la Baie de San Francisco, le Lac Magadi au Kenya, la lagune de Venise en Italie, ou les lacs du Ouadi Natroun en Égypte.

## Types d'halophilie
On distingue plusieurs types d'halophilie :
- l'halophilie simple ou halotolérance : l'organisme considéré tolère des concentrations élevées de sel, mais n'en a pas besoin ;
- l'halophilie stricte ou halophilie obligatoire : le micro-organisme est incapable de se développer dans un milieu qui n'est pas hypersalin. Dans cette dernière catégorie, on peut encore distinguer les halophiles modérés ou extrêmes, en fonction de la concentration en NaCl qui est nécessaire à leur développement : de l'ordre de 5 à 15 % pour les halophiles modérées, plutôt de 10 à 30 % pour les halophiles extrêmes[1].

## Mécanismes adaptatifs
Ces organismes accumulent au sein de leur cytoplasme d'importantes quantités de sel, essentiellement du chlorure de potassium (KCl), proches de la saturation. De cette façon, ils empêchent la perte d'eau par osmose. Ce faisant, ces organismes s'imposent un nouveau stress cellulaire : le stress salin, lequel devrait provoquer l'insolubilité et la précipitation de ses protéines. En fait, dans les organismes halophiles, les protéines non seulement sont solubles et fonctionnelles dans de fortes concentrations en KCl, mais elles se dénaturent lorsque la concentration en sel diminue.
Certaines algues ou bactéries continentales apportées en mer par les rivières sécrètent et accumulent dans leur cytoplasme des solutés d'acides aminés comme la glycine bétaïne.
Actuellement, il n'est pas possible de dire avec certitude si les protéines halophiles sont le résultat d'une adaptation à un environnement extrême, ou bien si au contraire elles représentent la survivance de conditions de vie primitive à forte teneur en sel.
L'adaptation au sel est un caractère plastique qui offre des capacités d'adaptation aux pollutions anthropiques. C'est notamment le cas de la plante du littoral atlantique Silène à une fleur qui s'est adaptée aux sols chargés de déchets miniers riches en zinc en transférant une partie de ses gènes issus de l'adaptation au sel.